# Conrad I de Caríntia
Conrad I de Caríntia (vers 975 † 12 o 15 de desembre de 1011) fou duc de Caríntia, fill i successor d'Otó I de Caríntia quan aquest va morir l'any 1004.
Era el tercer fill d'Otó I de Caríntia, però el seu germà gran, Enrique de Speyer (comte al Wormsgau que fou pare del futur emperador Conrad II) havia mort abans de l'any 1000, i el segon Bruno, dedicat a la vida eclesiàstica, fou papa des de 996 com a Gregori V i va morir el 999. Per això va succeir al pare. Otó I de Caríntia o de Worms, fou candidat a l'elecció reial de 1002, però es va retirar a canvi del ducat de Caríntia, i llavors fou elegit rei del Romans Enric IV de Baviera i III de Caríntia, que va regnar com Enric II el Sant.
Conrad es va casar el 1002 o 1003 amb Matilde, la filla de Herman II de Suàbia. Matilde va morir el 1031/1032. El matrimoni va tenir dos fills:
- Conrad, també duc de Caríntia (sota el nom de Conrad II de Caríntia 1036-1039), mort el 1039 i enterrat a la catedral de Worms, que es va casar amb la seva tia materna, Beatriu de Suàbia (morta el 1025).
- Sant Brunó o Bruno, bisbe de Würzburg, que va morir el 1045.

Conrad va morir jove (uns 35 anys) i fou enterrat a la catedral de Worms. Com que el seu fill tenia poc anys, l'emperador va infeudar el ducat a Adalberó d'Eppenstein.